# Bromur de bari
El bromur de bari, BaBr₂, és un compost iònic inorgànic format per cations Ba2+ i anions bromur, Br-. Com el clorur de bari, BaCl₂, es dissol molt fàcilment en aigua. Es presenta en forma de cristalls blancs o incolors, i cristal·litza en el sistema ortoròmbic, amb una estructura tipus clorur de plom (II), PbCl₂. És higroscòpic i es pot presentar, també, en forma d'hidrats, amb una o dues molècules d'aigua, el més important dels quals és el dihidrat, BaBr₂·2H₂O.

## Preparació
El bromur de bari es pot preparar a partir del sulfur de bari o del carbonat de bari per reacció amb l'àcid bromhídric segons les següents reaccions:
BaS + HBr → BaBr2 + H₂S 
BaCO₃ + HBr → BaBr₂ + CO₂ + H₂O 
S'obté la forma hidratada que pot deshidratar-se a 120 °C per obtenir-ne la forma anhidra.

## Reaccions
El bromur de bari reacciona amb els anions sulfat, SO₄2-, produint un precipitat de sulfat de bari:
BaBr2(aq) + SO₄2- → BaSO4(s) + 2 Br-(aq) 

## Aplicacions
El bromur de bari s'empra com a precursor d'altres compostos utilitzats en fotografia i, en general, per a l'obtenció d'altres bromurs.
Cal destacar que fou emprat per Marie Curie per precipitar el radi, la qual cosa va suposar el seu descobriment.